# Simon Godfried Albert Doorenbos
Simon Godfried Albert Doorenbos (1891 - 1980) was een Nederlandse dendroloog, horticulturist en directeur van de Gemeentelijke Plantsoenendienst Den Haag. 

## Biografie
Simon Godfried Albert Doorenbos werd geboren op 7 oktober 1891 te Barneveld, als zoon van Fetje Sleeswijk Visser (leeftijd 36 jaar) en Jan Doorenbos (leeftijd 42 jaar), predikant. Jan Doorenbos was, voordat hij in 1888 werd beroepen te Barneveld, predikant geweest te Groenekan (vanaf 1876), en had daar contact gehad met de boomkweker Jan Copijn, die kerkvoogd was, en waarmee hij een botanische belangstelling deelde.
In 1898 werd Jan Doorenbos predikant van de hervormde gemeente te Capelle aan den IJssel. Simon ging naar de lagere school in Rotterdam. Simon ging daarna naar het gymnasium in Gouda. Hij kwam in contact met jongens uit Boskoop, stopt met het gymnasium en volgde vanaf 1 juli 1907 tot maart 1909 de tuinbouwwintercursus aan de Rijkstuinbouwschool in Boskoop. Hij ging daar ook wonen.
Simon ging naar de Rijkstuinbouwschool in Boskoop en werkte vanaf 1909 bij tuinarchitect Hendrik Copijn in Groenekan bij Utrecht. Hij reisde als Copijns vertegenwoordiger onder meer naar Engeland en de Verenigde Staten. Toen hij in 1915 bij Copijn terugkwam werd hij Chef de Cultures en daar werd hij expert om planten (cultivar) te kweken. Zo ontwikkelde hij de Symphoricarpos (sneeuwbes) en de Betula utilis (Witte Himalayaberk), die naar hem vernoemd werden, diverse dahlia's en meerdere cultivars van de Malus uit de rozenfamilie (Rosaceae). Ook bracht hij in 1929 de Ulmus wallichiana van de Arnold Arboretum naar Europa. Doorenbos werd in 1930 benoemd als lid van het Comité tot bestudeering en bestrijding van de iepziekte, beter bekend als het Iepenziekte Comité. Zijn beroemdste succes was de Haagse iep (Ulmus 'Den Haag') uit 1936, die door kruising met onder meer de Ulmus wallichiana bestand bleek te zijn tegen de iepziekte. In 1936 was Doorenbos co-auteur van het boek Groen en bloemen in Den Haag.

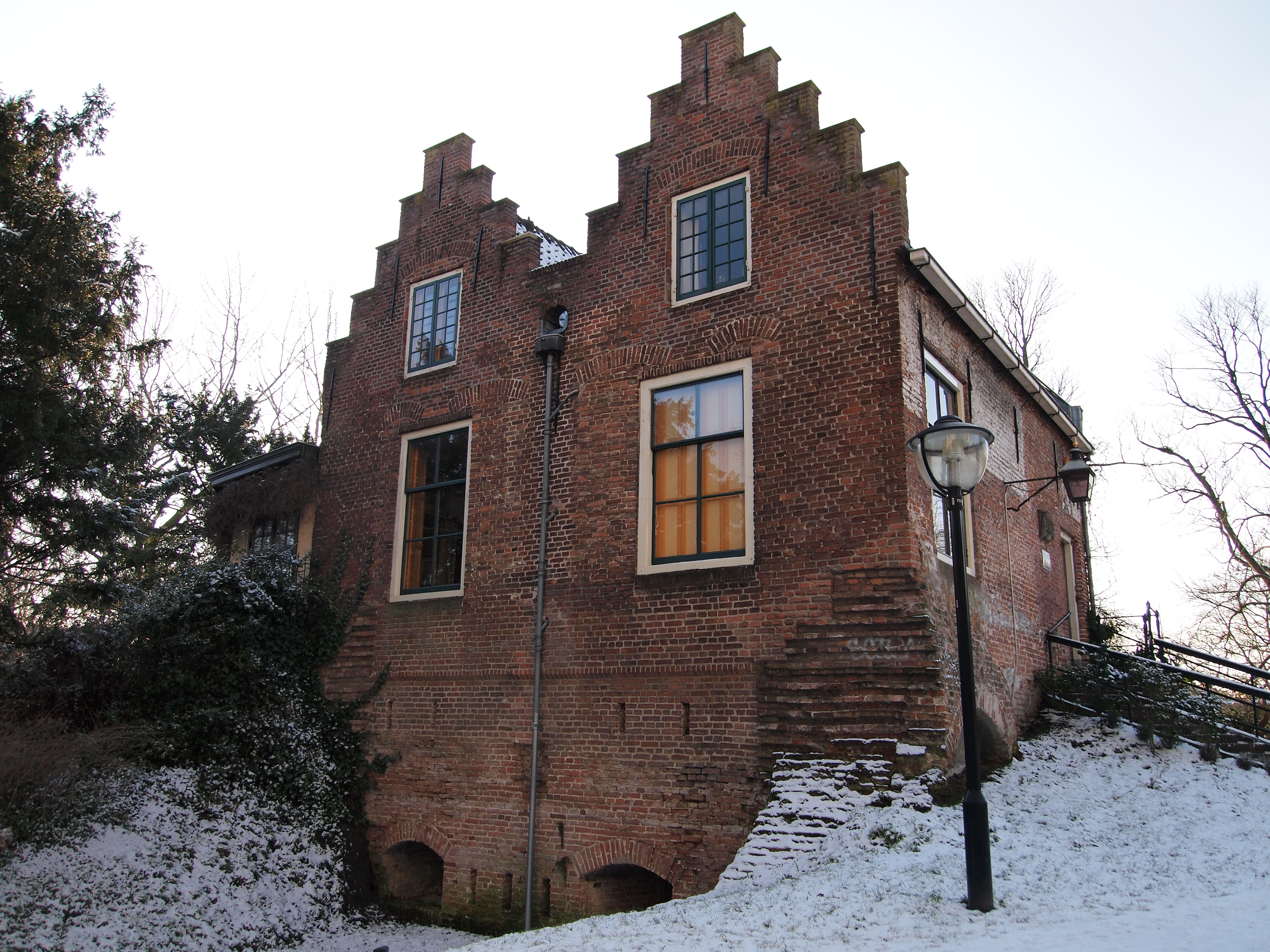
Als plantsoenmeester van de stad Utrecht bewoonde Doorenbos het historische Bastion Sterrenburg.

In 1922 werd Doorenbos benoemd tot plantsoenmeester van de stad Utrecht. In 1926 verhuisde hij naar Rotterdam waar hij gemeentelijk tuinarchitect werd om al in mei 1927 benoemd te worden tot directeur bij de Plantsoenendienst in Den Haag. Zijn eerste taak was het afmaken van de projecten waarmee zijn voorganger Pieter Westbroek was begonnen. Doorenbos begon met het Zuiderpark en het Westbroekpark, dat in 1925 geopend was net nadat Westbroek overleed. Doorenbos werkte met werkeloze arbeiders en liet de drassige parken ophogen met huisvuil. Zijn eerste eigen opdracht was het ontwikkelen van het Sint Hubertuspark. Samen met architect Co Brandes maakt hij in 1931 een inrichtingsplan voor het gebied, waar ook enkele huizen gebouwd zouden worden.

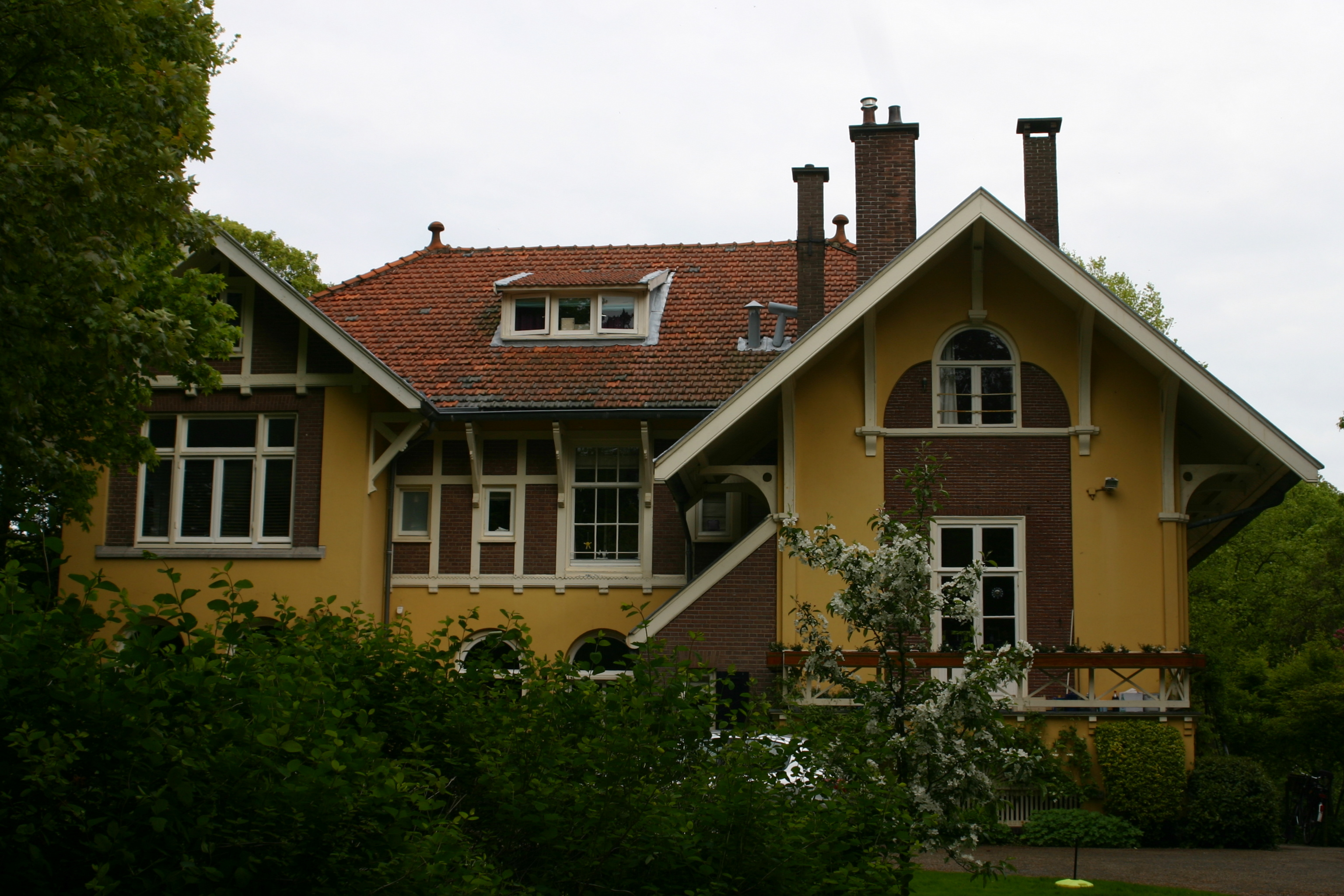
Ook in Den Haag had Doorenbos een dienstwoning ter beschikking: een villa uit 1860 aan de Kwekerijweg 2.

In 1939 werd Doorenbos benoemd als docent boomteelt aan de Landbouwhogeschool Wageningen, werk dat hij verrichtte náást zijn baan als directeur bij de Haagse Plantsoenendienst.
Tijdens de Tweede Wereldoorlog werd hij door NSB-burgemeester Westra ontslagen, omdat hij weigerde zijn dienst te laten meewerken aan het verwijderen van bomen en struiken ten behoeve van de aanleg van de Atlantikwall. Doorenbos besloot om onder te duiken in Rotterdam. Vanwege ontruimingen voor de aanleg van datzelfde militaire werk werd hij in december 1942 officieel met zijn gezin uit hun huis gezet. Zijn vrouw en kinderen betrokken woonruimte aan de Malakkastraat. Toen in februari 1943 de Commissaris Generaal voor Bestuur en Justitie hem schriftelijk zijn ontslag bevestigde, vertrok Doorenbos naar Groenekan, waar hij een kamer huurde bij Jan Copijn. Hij ging daar vervolgens tot de herfst van 1944 aan de slag als vertegenwoordiger-adviseur bij Louis Copijn, die het bedrijf van zijn vader had overgenomen. Daarnaast werkte Doorenbos in de jaren 1943-1945 als zelfstandig tuinarchitect. Hij ontwierp in die tijd onder meer een restauratieplan voor de Rotterdamse Diergaarde. In 1944 kwam hij in de commissie Verbeek, die zich bezighield met de wederopbouw van de stad. Doorenbos zag met lede ogen aan hoe massaal de bomen in Den Haag werden gekapt, ook de zeldzame. Later dat jaar kocht hij met eigen geld 7000 jonge bomen en 2000 kilo graszaad. Toen de oorlog voorbij was, kreeg hij zijn baan terug en kon hij meteen beginnen met zaaien en bomen planten. In de jaren na de bevrijding heeft Doorenbos de leiding over 3.500 werklieden, die gezamenlijk het vervuilde Den Haag moeten opruimen en weer groen maken. In 1957 gaat hij met pensioen.
Ook zijn baan bij de Landbouwhogeschool Wageningen raakte Doorenbos kwijt op last van de bezetters. Hij werd in 1945 per Koninklijk Besluit hersteld in zijn benoeming, nu echter als hoogleraar. Dat zelfde jaar publiceerde hij het boek Handleiding voor de boomteelt.
In 1948 legde Doorenbos het rosarium in het Westbroekpark aan, dat in 1961 uitgebreid werd tot 300 bloembedden. Ook deed hij de herinrichting van de 17e-eeuwse tuin bij het Hof van Wouw samen met Catharina Polak Daniels en werkte hij mee aan het ontwerp van een 17e-eeuwse stijltuin bij het Spinozahuisje in Rijnsburg.

## Onderscheidingen
- 1940: Officier in de Ordre du Mérite Agricole van Portugal.[17]
- 1946: Officier in de Leopoldsorde 'voor zijn fiere houding gedurende de bezettingstijd en voor hetgeen hij daarna heeft gepresteerd voor de wederopbouw van de openbare beplantingen in Den Haag'.
- 1952: Officier in de Orde van Oranje-Nassau, hij was toen 25 jaar directeur Plantsoenendienst.

## Doorenbospenning
Doorenbos was voorzitter van de Nederlandse Dendrologische Vereniging (NDV) van 1928-1962 en mede-oprichter van de International Dendrology Society. Op 14 april 1978 onthulde de NDV een bronzen portretplaquette op het toegangshek van het Zuiderpark aan het Veluweplein. Tevens lieten zij de zilveren S.G.A. Doorenbospenning slaan, een kleine kopie daarvan werd aan Doorenbos uitgereikt. Sindsdien wordt de penning om de vijf jaar doorgegeven, en de vorige eigenaar krijgt een bronzen replica.
Doorenbos woonde laatst aan de Laan van Poot, waar hij ook duiven hield. Hij overleed daar in 1980.
- Author citation (botany): Door.
- International Standard Name Identifier: 0000 0003 9062 6527
- Nederlandse Thesaurus van Auteursnamen: 070818940
- Virtual International Authority File: 284297605
- WorldCat: E39PBJhRMMdt6gYKh7T3bvXrv3